# NGC 4394

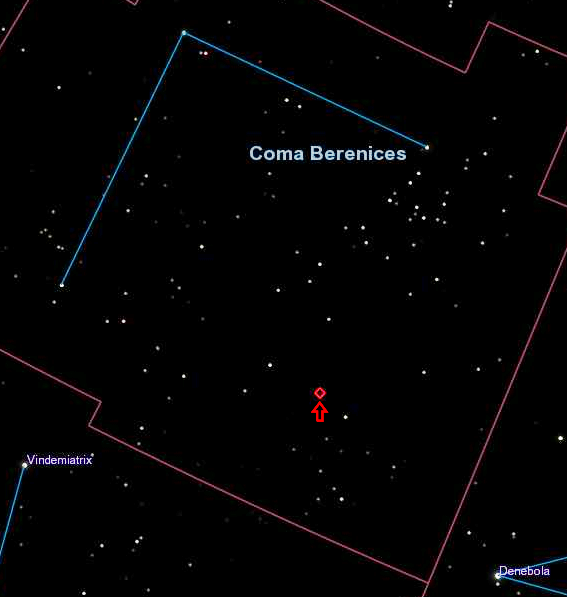
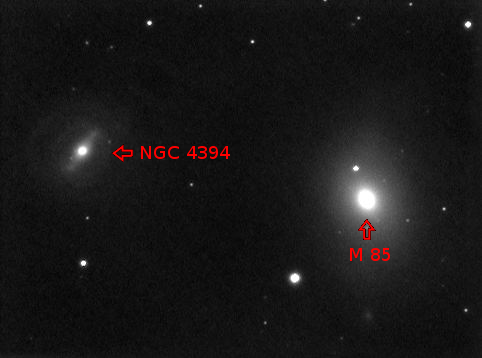

NGC 4394 ist eine Balkenspiralgalaxie vom Hubble-Typ SBb im Sternbild Haar der Berenike am Nordsternhimmel. Sie ist schätzungsweise 58 Millionen Lichtjahre von der Milchstraße entfernt, hat einen Durchmesser von etwa 55.000 Lj und gehört zum Virgo-Galaxienhaufen. 

NGC 4394 ist offenbar ein echter Begleiter der Galaxie M85. Die Galaxie M85 ist in einer Entfernung von 8 Bogenminuten zu finden.
Das Objekt wurde am 14. März 1784 von dem deutsch-britischen Astronomen Wilhelm Herschel entdeckt.